# プリ2 〜PRINCESS PRINCESS BEST OF BEST〜
『プリ2 〜PRINCESS PRINCESS BEST OF BEST〜』（プリプリ プリンセス プリンセス ベスト オブ ベスト）は、2006年3月8日にリリースされたプリンセス プリンセスのベストアルバム。解散10周年記念として作成された。人気「着うた」上位14曲を収録。『14プリンセス 〜PRINCESS PRINCESS CHILDREN〜』と同時発売で同曲目。ジャケットはやまだないとによる描き下ろし。

## 収録曲
1. 19 GROWING UP -ode to my buddy-
作詞：富田京子　作曲：奥居香
  - 4thシングル。
  - アルバム『HERE WE ARE』収録。
2. KISS
作詞：富田京子、中山加奈子　作曲：奥居香　編曲：プリンセス・プリンセス
  - 11thシングル。
3. Diamonds (ダイアモンド)
作詞：中山加奈子　作曲：奥居香　編曲：PRINCESS PRINCESS
  - 7thシングル。
4. M
作詞：富田京子　作曲：奥居香　編曲：PRINCESS PRINCESS
  - 7thシングル「Diamonds (ダイアモンド)」C/W曲。
  - アルバム『LET'S GET CRAZY』収録。
5. 世界でいちばん熱い夏（平成レコーディング）
作詞：富田京子　作曲：奥居香
  - 2nd、8thシングル。
6. OH YEAH!
作詞：中山加奈子　作曲：奥居香　編曲：プリンセス・プリンセス
  - 9thシングル。
7. ジュリアン
作詞：中山加奈子　作曲：奥居香
  - 10thシングル。
  - アルバム『PRINCESS PRINCESS』収録。
8. パレードしようよ
作詞：富田京子、作曲：奥居香
  - アルバム『LOVERS』収録。
9. パパ
作詞: 中山加奈子　作曲: 奥居香　編曲: プリンセス プリンセス
  - シングル「OH YEAH!」C/W曲。
  - アルバム『LOVERS』収録。
10. GET CRAZY!
作詞：中山加奈子　作曲：奥居香
  - 6thシングル。
  - アルバム『LET'S GET CRAZY』収録。
11. GO AWAY BOY
作詞・作曲：中山加奈子
  - 5thシングル。
  - アルバム『HERE WE ARE』収録。
12. SEVEN YEARS AFTER
作詞：富田京子、作曲：奥居香
  - 12thシングル。
  - アルバム『DOLLS IN ACTION』収録。
13. ジャングル プリンセス
作詞：今野登茂子　作曲：中山加奈子
  - 13thシングル。
  - アルバム『DOLLS IN ACTION』収録。
14. 友達のまま
作詞：富田京子、作曲：奥居香
  - アルバム『LOVERS』収録。